# Auestadion

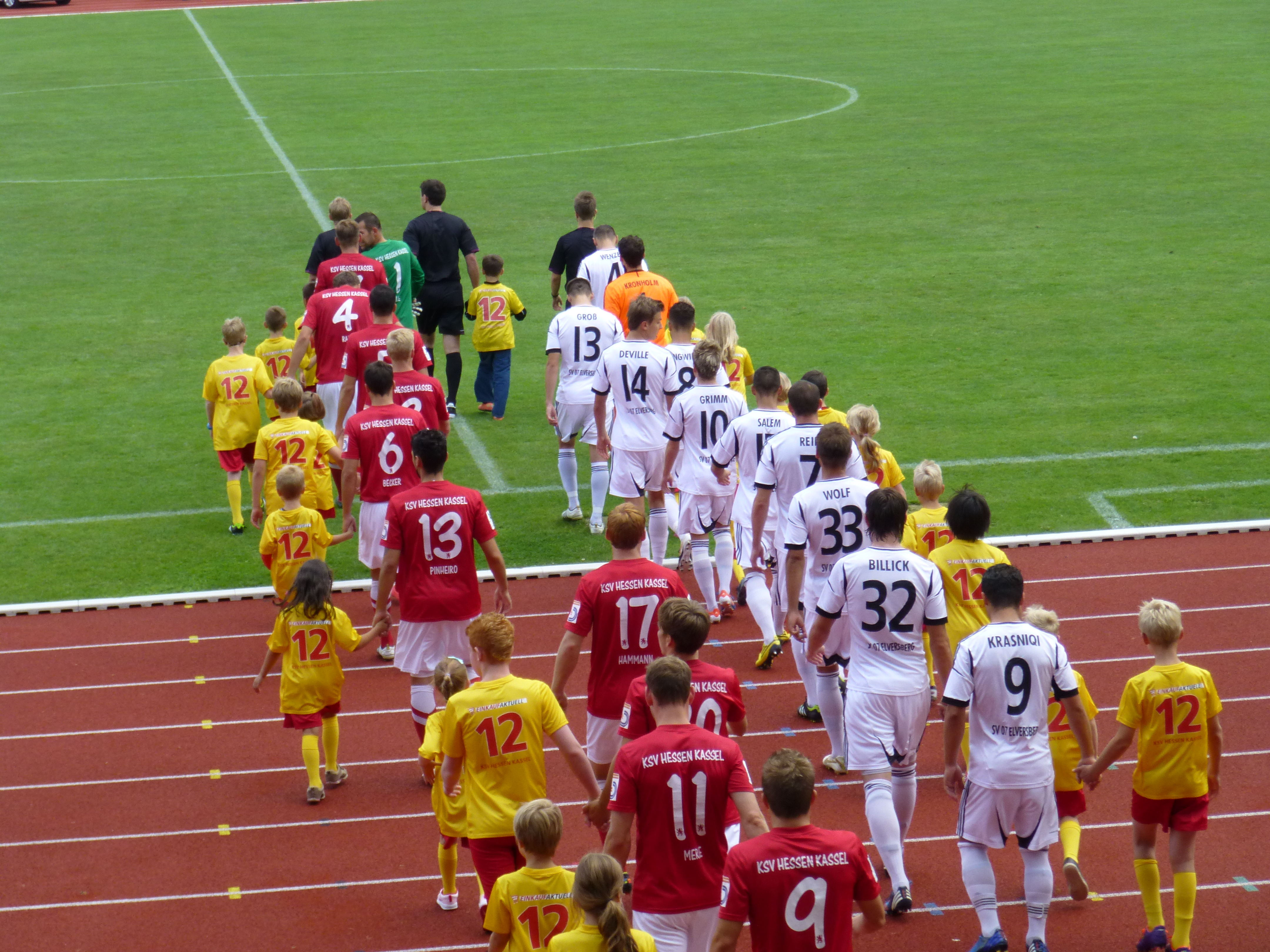
Hessen Kassel en el Auestadion en un partido de la Regionalliga en 2012 vs SV Elversberg.

El Auestadion es un estadio de uso múltiple utilizado principalmente para partidos de fútbol y eventos de atletismo ubicado en la ciudad de Kassel del estado de Hesse en Alemania y actualmente es la sede del KSV Hessen Kassel desde 1953.

## Historia
El estadio fue inaugurado el 23 de agosto de 1953 tras tres años de construcción con capacidad para más de 18000 espectadores pero solo 8000 sentados. Cuenta con un techo retráctil, siendo el segundo estadio en Alemania en contar con uno solo después del Rosenaustadion en Augsburgo construido en 1951.
La inauguración contó con la asistencia de 20000 espectadores y estuvo a cargo del entonces primer ministro de Hesse Georg-August Zinn y se jugó un partido entre los equipos KSV Hessen Kassel y Viktoria Aschaffenburg, que terminó 1-2. En 1956 se inauguró la pista de Atletismo, la cual fue utilizada para preparar al equipo nacional de Atletismo para las olimpiadas de Melbourne 1956.

## Eventos

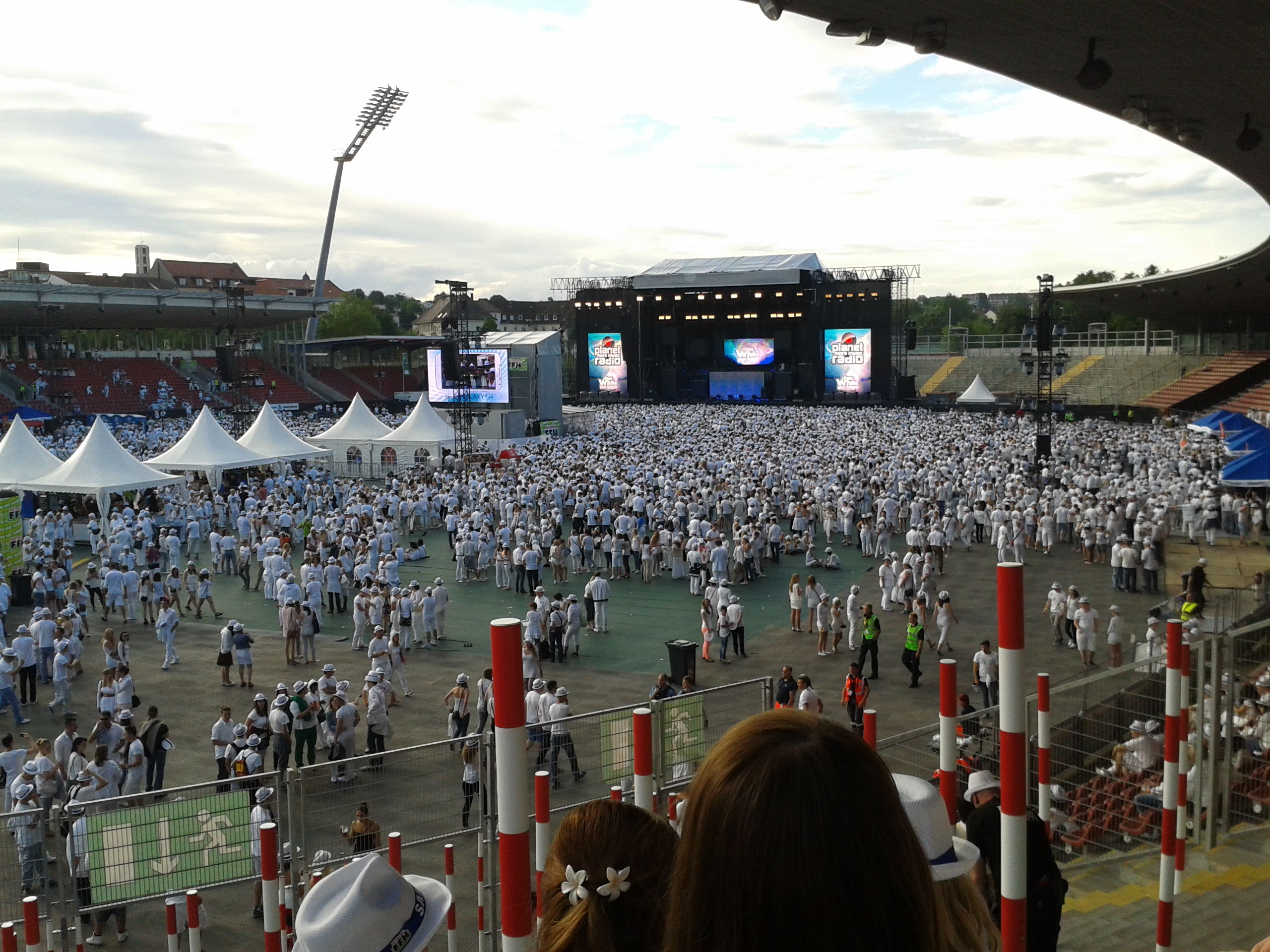
Just White en el Auestadion en el Hessentag 2013

El estadio ha sido utilizado como sede de dos finales de la Copa de Alemania, la de 1958 y 1959, así como la sede de la edición inaugural de la Copa de Europa de Atletismo en 1965. También ha sido sede del campeonato nacional de atletismo en 2011 y 2016.
También ha sido sede de conciertos como el Hessentag.

## Partidos internacionales
El estadio ha sido sede de partidos de diferentes categorías a nivel de selecciones nacionales:
| Partidos del equipo nacional alemán en el Auestadion | Partidos del equipo nacional alemán en el Auestadion | Partidos del equipo nacional alemán en el Auestadion | Partidos del equipo nacional alemán en el Auestadion | Partidos del equipo nacional alemán en el Auestadion | Partidos del equipo nacional alemán en el Auestadion | Partidos del equipo nacional alemán en el Auestadion |
| Fecha                                                | Categoría                                            | Evento                                               | Local                                                | Resultado                                            | Visita                                               | Asistencia                                           |
| ---------------------------------------------------- | ---------------------------------------------------- | ---------------------------------------------------- | ---------------------------------------------------- | ---------------------------------------------------- | ---------------------------------------------------- | ---------------------------------------------------- |
| 27 de septiembre de 2001                             | Mayor femenil                                        | Eliminatoria al Mundial 2003                         | Alemania                                             | 3:1                                                  | Inglaterra                                           | 7720                                                 |
| 29 de mayo de 2008                                   | Mayor femenil                                        | Eliminatoria a la Eurocopa 2009                      | Alemania                                             | 4:0                                                  | Gales                                                | 16 283                                               |
| 29 de marzo de 2011                                  | Masculino sub-21                                     | Amistoso                                             | Alemania                                             | 2:2                                                  | Italia                                               | 16 368                                               |
| 16 de septiembre de 2011                             | Masculino sub-17                                     | Amistoso                                             | Alemania                                             | 5:0                                                  | Israel                                               | −                                                    |
| 15 de octubre de 2013                                | Masculino sub-21                                     | Clasificación Eurocopa Sub21 2015                    | Alemania                                             | 3:2                                                  | Islas Feroe                                          | 8340                                                 |
| 21 de octubre de 2015                                | Femenil sub-20                                       | Amistoso                                             | Alemania                                             | 0:1                                                  | Suecia                                               | −                                                    |
| 2 de septiembre de 2016                              | Masculino sub-21                                     | Amistoso                                             | Alemania                                             | 3:0                                                  | Eslovaquia                                           | 6890                                                 |
| 31 de agosto de 2019                                 | Mayor femenil                                        | Clasificación a la Eurocopa 2021                     | Alemania                                             | 10:0                                                 | Montenegro                                           | 6275                                                 |

## Galería

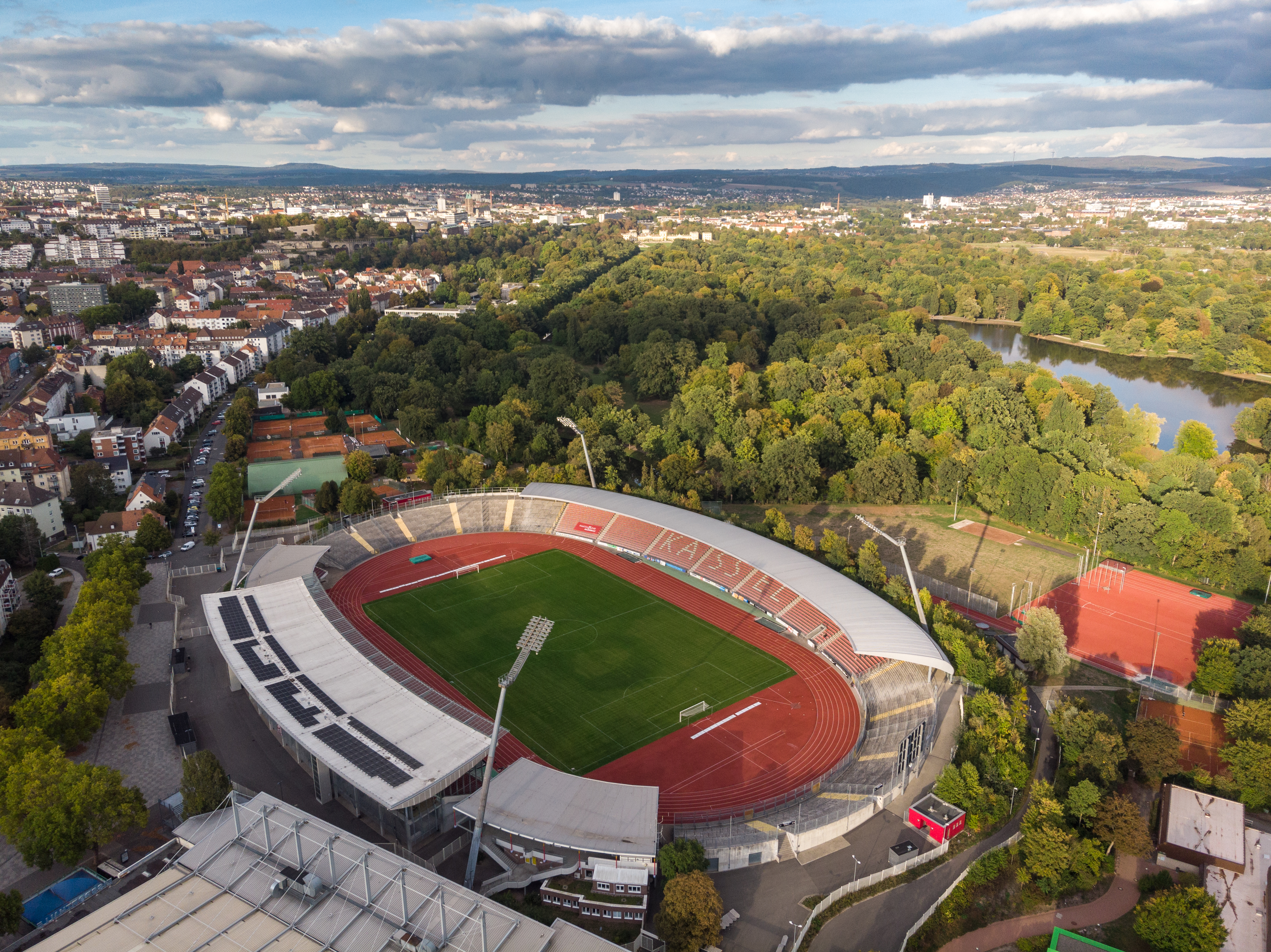
Vista aérea del Auestadion y parte del Karlsaue park
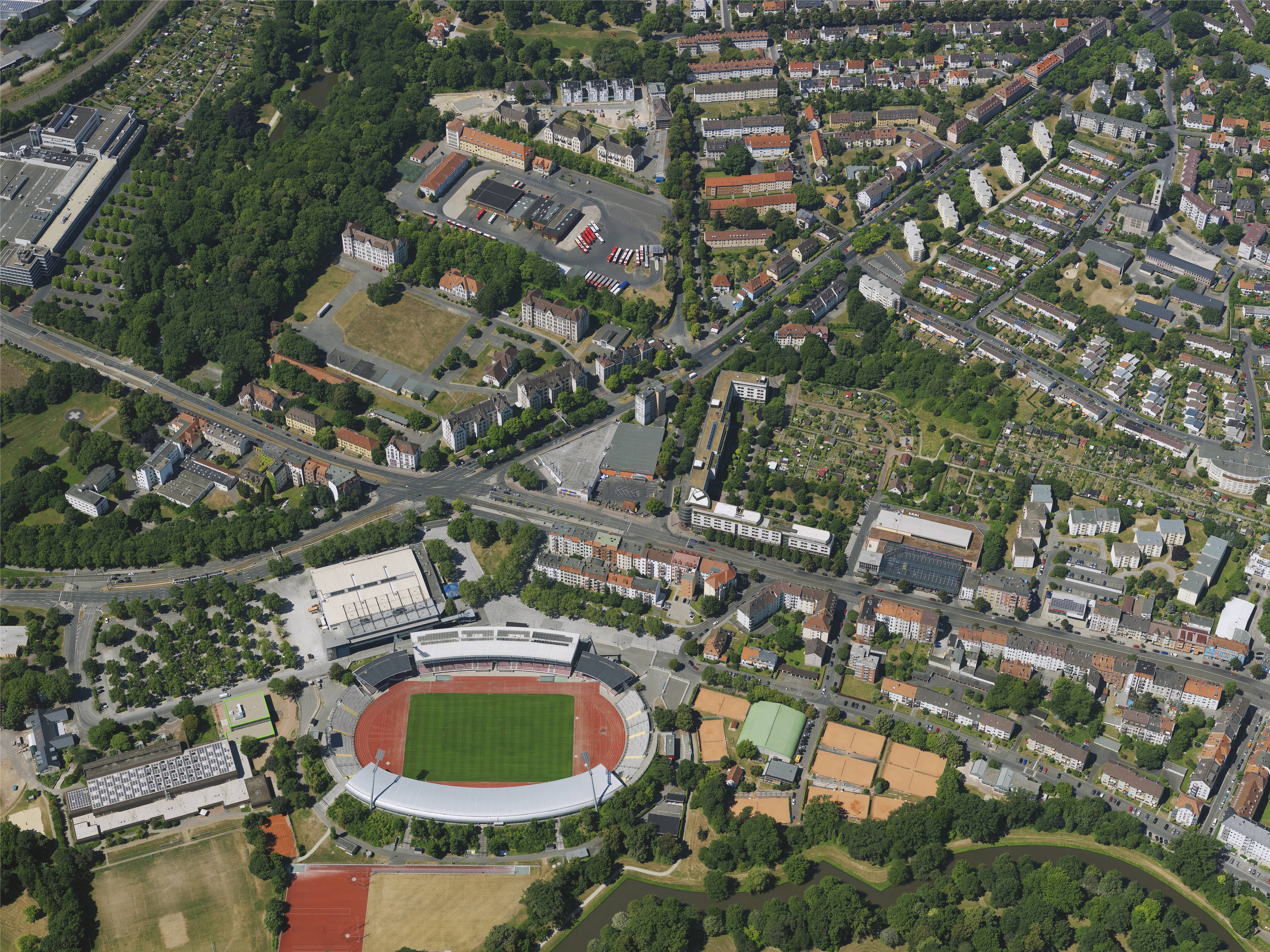
Vista alta del Auestadion y alrededores
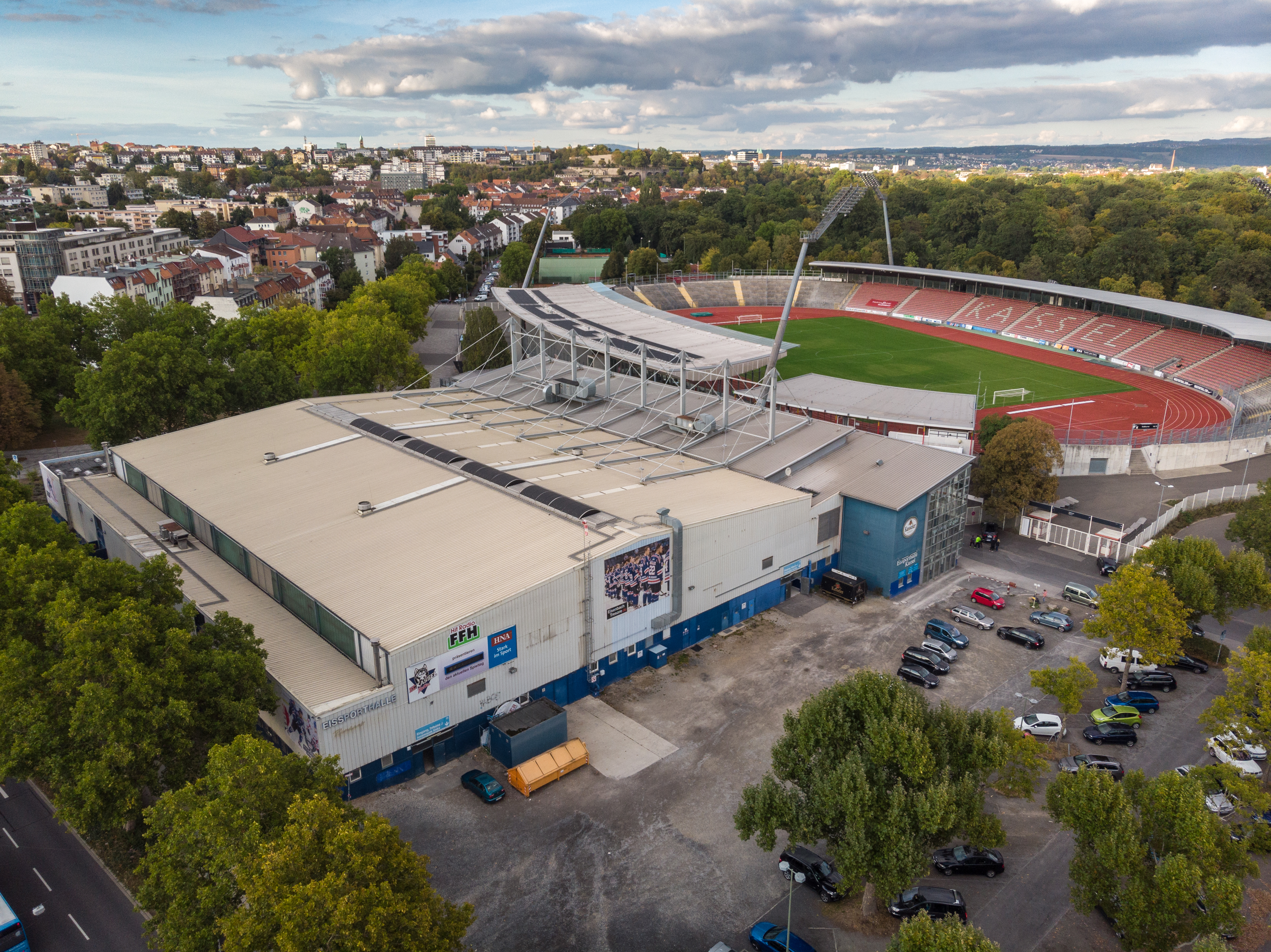
Vista aérea del Auestadion y el Eissporthalle Kassel
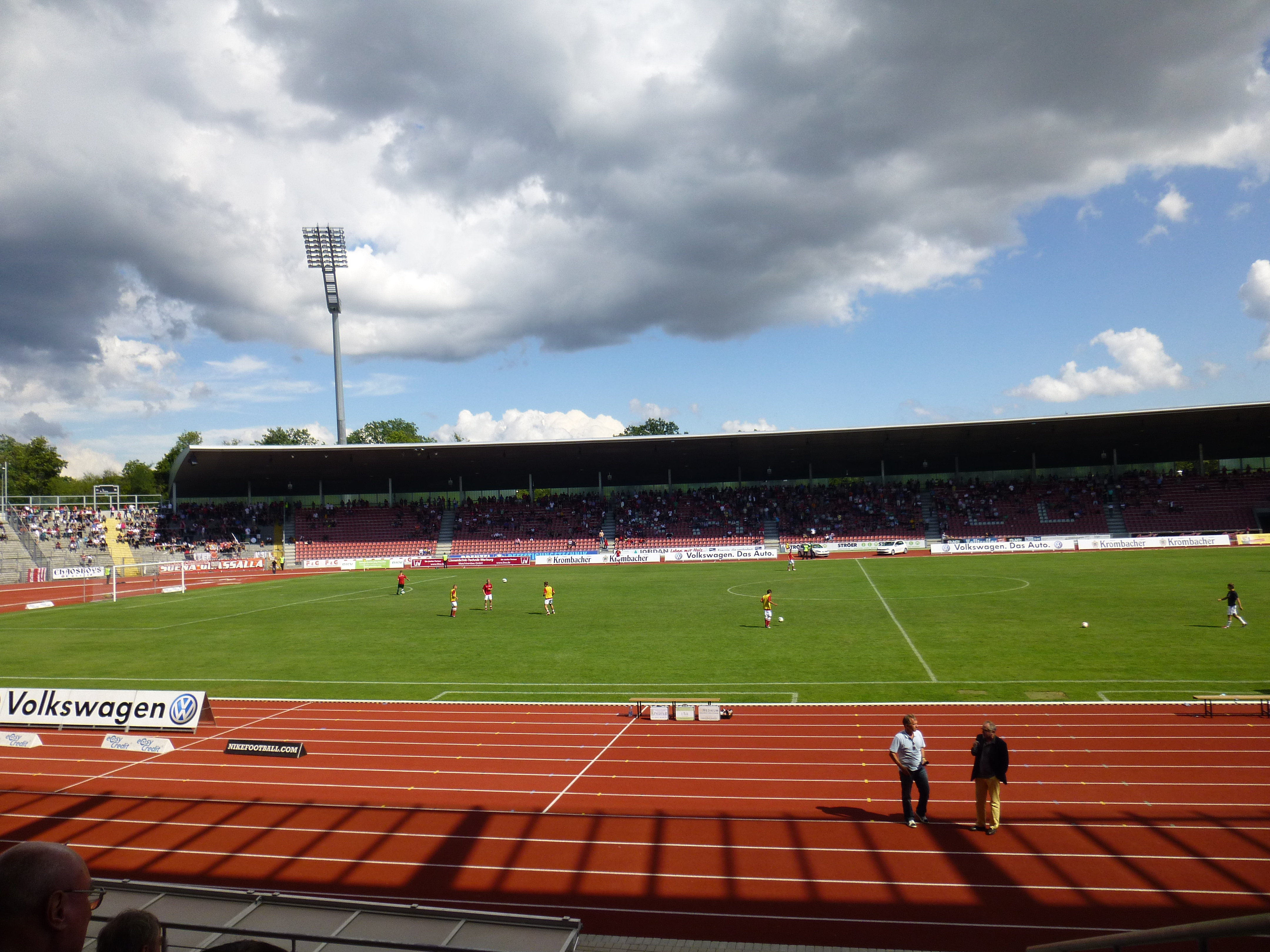
Vista del nuevo Auestadian cerca del campo del lado este
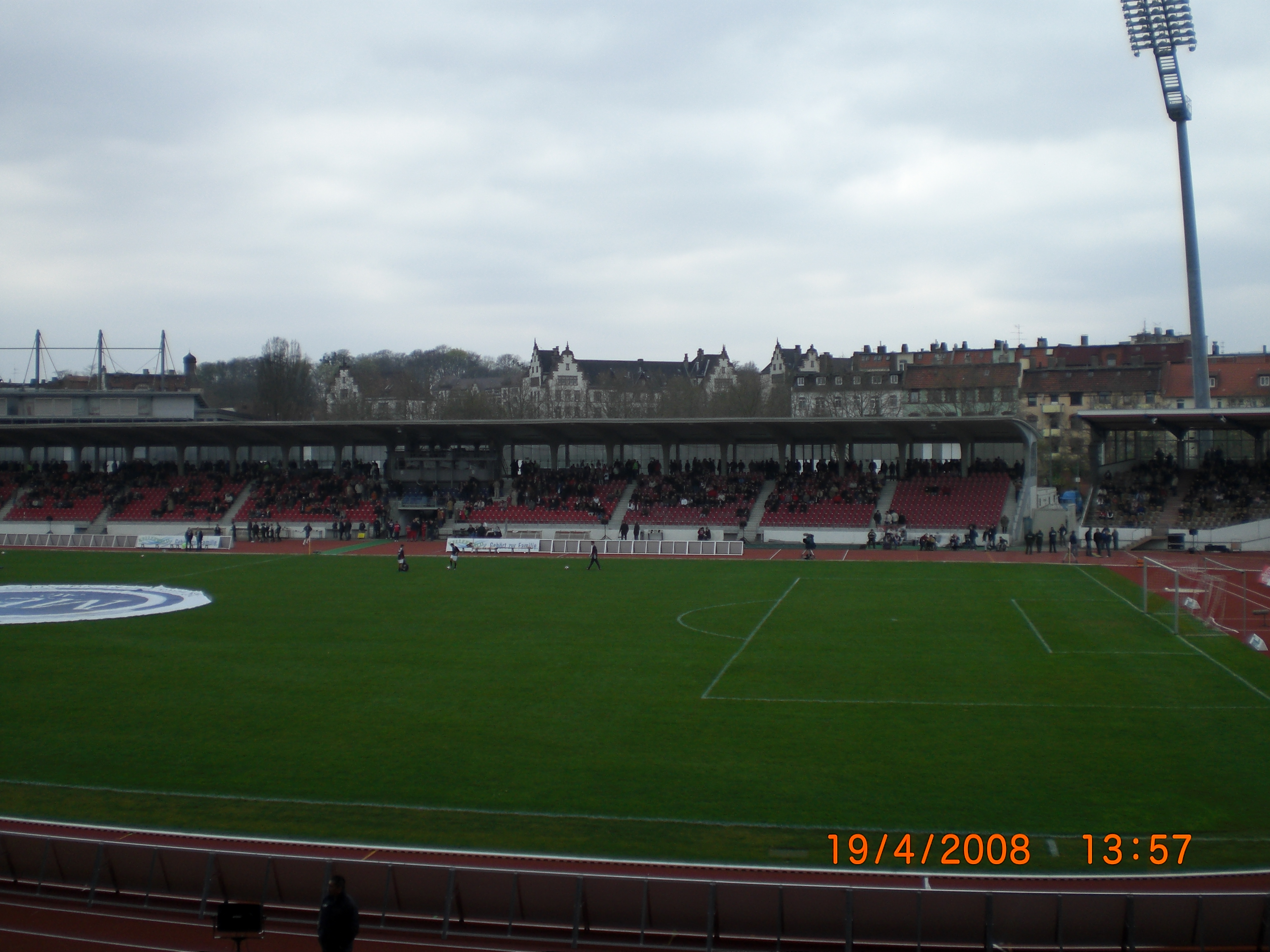
Vista del viejo Auestadian de 2008
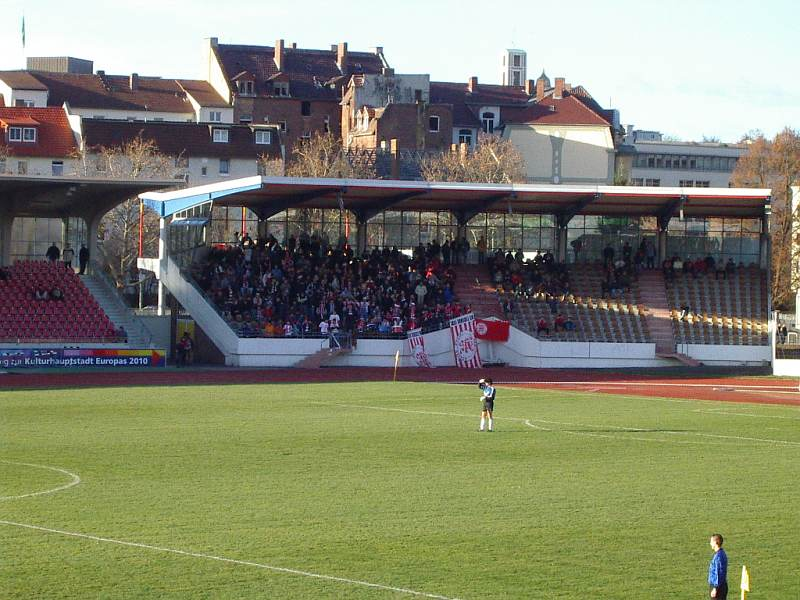
Aficionados del KSV en una de las graderías diseñadas por Norbert Harle construida en los años 1980
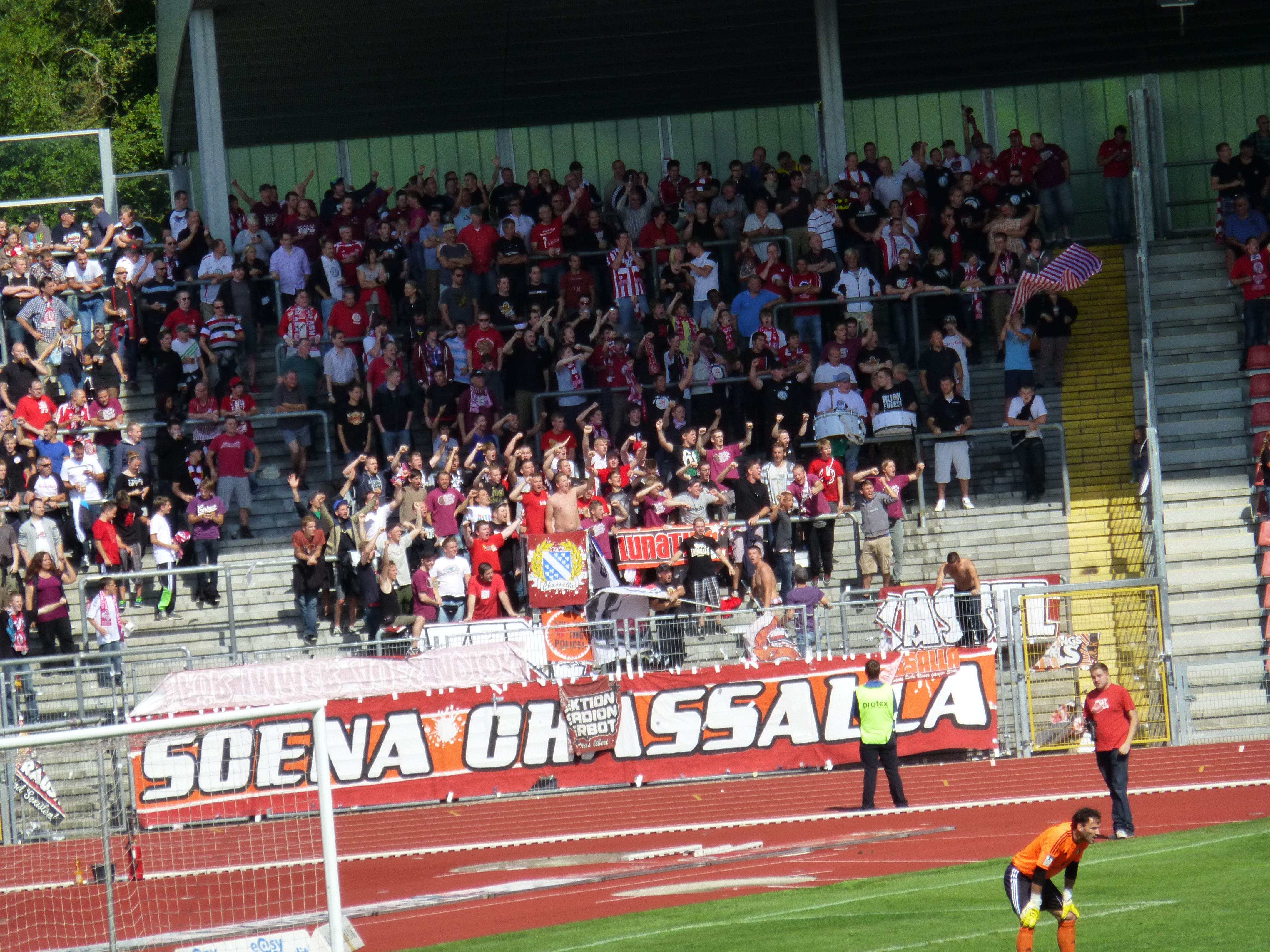
Aficionados del KSV Hessen Kassel en el bloque 30 del Auestadion